# 武仙座V773
武仙座V773，又名BD+15 3029，HD 149822、SAO 102271、HR 6176，是武仙座的一颗恒星，视星等为6.3，位于銀經32.51，銀緯36.69，其B1900.0坐标为赤經16h 32m 10.4s，赤緯+15° 36.69′ 5″。